# Antennablennius variopunctatus
Antennablennius variopunctatus är en fiskart som först beskrevs av R. Jatzow och Lenz, 1898.  Antennablennius variopunctatus ingår i släktet Antennablennius och familjen Blenniidae. Inga underarter finns listade i Catalogue of Life.